# La Dama Bianca (dipinto rupestre)
La Dama Bianca (in inglese The White Lady, in tedesco Weisse Dame) è un celebre dipinto rupestre situato in Namibia, sui monti Brandberg, nella zona del Damaraland. L'archeologia moderna attribuisce in genere il dipinto ai boscimani (San), ma altri dettagli della sua origine non sono noti. In passato, la Dama Bianca ha suscitato molte controversie e sono state formulate numerose teorie contrastanti per spiegare la sua presenza nel Brandberg.

## Descrizione
Il dipinto si trova nel cuore del Massiccio Brandberg, grosso modo sulla strada fra Khorixas e Henties Bay, nei pressi della cittadina di Uis. Il sito è raggiungibile solo a piedi, al termine di un percorso di circa 40 minuti che segue una stretta valle nota come Gola di Tsisab (Tsisab Gorge).
Nel Brandberg si contano circa un migliaio di pareti rocciose dipinte, per un totale di oltre 45000 figure, soprattutto di uomini e animali. Il complesso pittorico della Dama Bianca si trova in una grotta chiamata "Maack Shelter" ("rifugio di Maack") dal nome del cartografo che per primo trovò il dipinto in epoca coloniale tedesca. Il complesso pittorico della Dama Bianca comprende numerosi soggetti, sia umani che animali (probabilmente orici) e misura approssimativamente 5,5 x 1,5 m. La "Dama Bianca" è la figura umana meglio delineata; misura 39,5 x 29 cm.

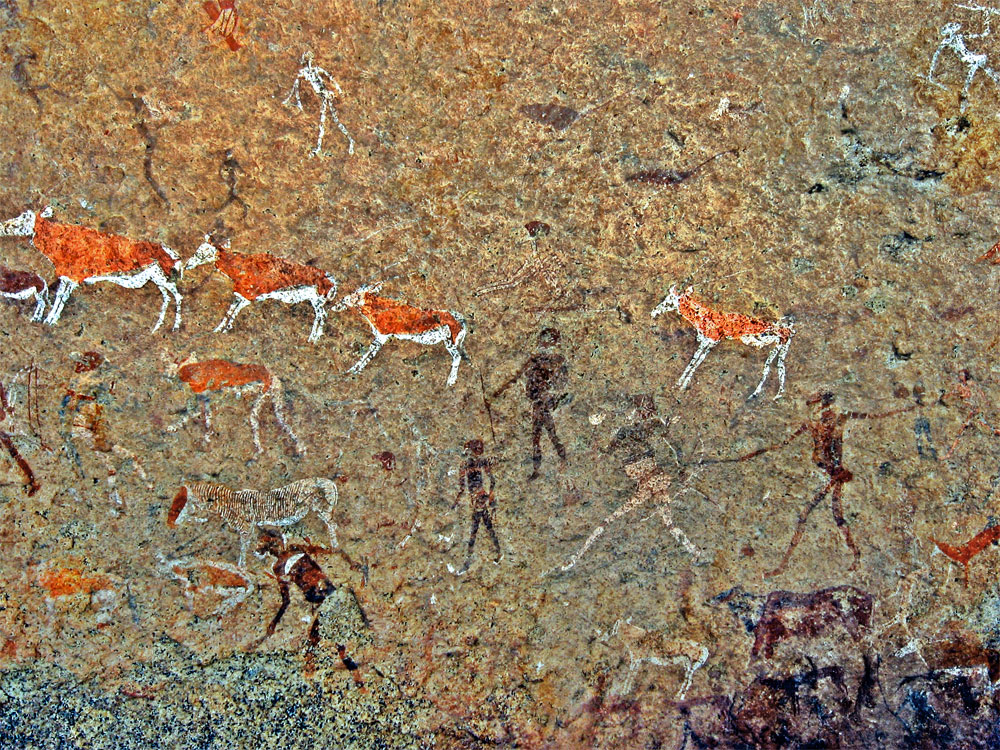
Fotoritocco dell'immagine in apertura di pagina, con contorni e colori enfatizzati

Si ritiene che il gruppo della Dama Bianca rappresenti complessivamente una danza rituale, e che la figura predominante - la "Dama" - sia in realtà uno sciamano. Lo sciamano indossa coperture decorative alle braccia, ai gomiti, alle ginocchia, al bacino e al petto, e forse anche un indumento decorativo al pene. In una mano regge un arco, e nell'altra quello che potrebbe essere un sonaglio o una specie di calice. Tutte le altre figure umane indossano qualche tipo di calzatura, e uno degli orici è stato rappresentato con gambe evidentemente umane. Un'altra interpretazione è che la Dama sia un giovane col corpo cosparso d'argilla bianca secondo una procedura rituale, forse connessa alla circoncisione.
I materiali usati per realizzare il dipinto sono probabilmente quelli tipici della pittura boscimane, ovvero principalmente polveri di pietra ferrosa ed ematite, ocra, carbone, manganese, e carbonato di calcio, miscelati con bianco d'uovo e altri liquidi di origine organica come aggreganti.
Tutto il complesso pittorico ha subito un notevole deterioramento dai tempi del suo ritrovamento. In passato, i turisti talvolta bagnavano la roccia per far risaltare meglio i colori nelle fotografie, e l'immagine si è rapidamente sbiadita. Oggi l'intero sito è un'area protetta, con lo status di "patrimonio nazionale" della Namibia, e può essere visitato solo insieme a guide autorizzate.

## Ritrovamento e interpretazioni

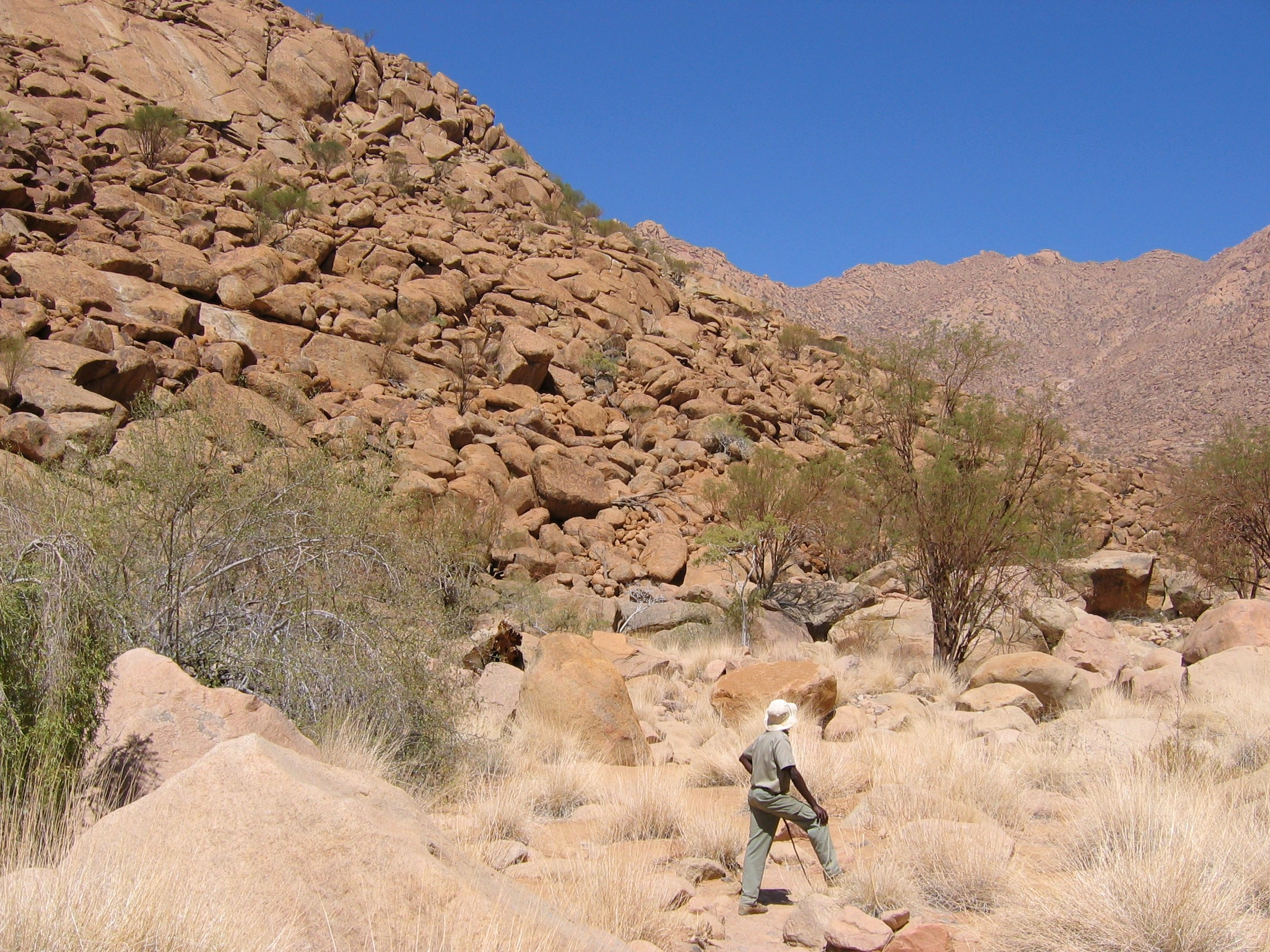
Il percorso che conduce alla Dama Bianca

Il dipinto venne scoperto nel 1918 dall'esploratore e topografo tedesco Reinhard Maack, che stava cartografando il Brandberg per conto delle autorità coloniali tedesche. Maack fu impressionato dal disegno, e ne fece diverse copie, che in seguito inviò in Europa. Egli descrisse la figura con l'arco come un "guerriero", e annotò nei suoi appunti che "lo stile mediterraneo ed egizio di queste figure è sorprendente".
Nel 1929, gli appunti di Maack giunsero nelle mani dell'abate francese Henri Breuil, antropologo e archeologo (ricordato tra l'altro per i suoi ritrovamenti nelle grotte di Lascaux), che era in visita a Città del Capo. Sulla base dei disegni di Maack, Breuil osservò che il dipinto aveva forti analogie con alcune figure di atleti ritrovate a Cnosso, e suggerì che potesse essere opera di un gruppo di coloni provenienti dal Mediterraneo orientale. Fu ancora Breuil a interpretare il soggetto del dipinto come "dama", lettura da cui deriva il nome attuale con cui l'opera è nota. Breuil riuscì a visitare il sito nel 1945, e negli anni successivi pubblicò le sue osservazioni e congetture prima in Sudafrica e poi in Europa.
Il lavoro di Breuil diede origine a una serie di teorie che attribuivano il dipinto a una misteriosa presenza di popoli di origine europea o mediorientale in Namibia in tempi antichi. Alcuni autori sostennero in particolare che esso poteva risalire a un'antica colonia fenicia, teoria che è stata ripresa anche da autori recenti come lo storico zulu Credo Mutwa.
Nella seconda metà del XX secolo la maggior parte delle teorie sulle influenze mediterranee nello sviluppo dell'Africa subsahariana vennero gradualmente abbandonate. La paternità del dipinto della Dama Bianca venne quindi attribuita più semplicemente ai boscimani (che popolavano l'area fin dalla preistoria, e a cui erano già stati attribuiti in modo meno controverso gli altri dipinti del Brandberg e l'arte rupestre presente in altri siti del Damaraland, come Twyfelfontein).
Alle diverse teorie sulla paternità dell'opera sono state associate nel tempo ipotesi molto diverse sulla sua datazione. L'analisi cromatografica ha determinato che il dipinto è vecchio di almeno 1800 anni, in quanto risulta totalmente privo delle proteine originariamente presenti nei pigmenti utilizzati per dipingerlo.